# Marina Doge
Alba Wiegele, detta Marina Doge (Trieste, 16 gennaio 1922 – Roma, 18 ottobre 1965), è stata un'attrice e soubrette italiana.

## Biografia
Dopo aver studiato danza classica a Roma presso il Teatro dell'Opera, si perfezionò nella recitazione frequentando un corso interno alla Scalera Film. A diciassette anni esordì nel film Ballo al castello (regia di Max Neufeld, 1939) accanto alla già celebre Alida Valli.
Sempre sotto la direzione di Neufeld, prese parte al film La canzone rubata (1940) e, nello stesso anno, a Miseria e nobiltà (regia di Corrado D'Errico) nel ruolo di Gemma, poi interpretato da Sophia Loren nella più nota versione del 1954.
Successivamente, alla Doge vennero affidati ruoli da non protagonista (di solito una confidente, che dà conforto ai languori sentimentali della prima attrice), come ad esempio l'amica di Alida Valli in L'amante segreta (1941), di Carla Del Poggio in Incontri di notte (1943), di Adriana Benetti in Tempesta sul golfo (1943), di Elide Spada in L'ultima carrozzella (1943).
Terminata la guerra, Marina Doge comparve a fianco di Walter Chiari in Gli uomini, che mascalzoni!, remake dell'omonimo film del 1932. Relegata ormai a un ruolo minore in questo suo ultimo film, l'attrice triestina preferì dedicarsi da allora in poi alla sua prima passione, il teatro di varietà, affermandosi quale vivace soubrette in alcune riviste portate nei teatri nazionali dalle compagnie di Wanda Osiris (Galanteria nel 1951 e Festival nel 1954), di Nino Taranto (1950) e di Erminio Macario (1953).
L'attività come soubrette diede alla Doge più soddisfazioni rispetto alla carriera cinematografica, tanto che le venne attribuito nel 1952 il Passerella Club, un premio allora prestigioso che veniva assegnato ogni anno a rivelazioni del teatro di varietà quali Flora Medini, Delia Scala, Dorian Gray.
Un quotidiano dell'epoca riportava la notizia di una sua imminente collaborazione (settembre 1955) a Parigi con Maurice Chevalier.
Morì a soli 43 anni a Roma.

## Filmografia
- Ballo al castello, regia di Max Neufeld, 1939
- Cento lettere d'amore, regia di Max Neufeld, 1940
- La canzone rubata, regia di Max Neufeld, 1940
- Miseria e nobiltà, regia di Corrado D'Errico, 1940
- L'amante segreta, regia di Carmine Gallone, 1941
- Gioco pericoloso, regia di Nunzio Malasomma, 1942
- Acque di primavera, regia di Nunzio Malasomma, 1942
- Tempesta sul golfo, regia di Gennaro Righelli, 1943
- Incontri di notte, regia di Nunzio Malasomma, 1943
- L'ultima carrozzella, regia di Mario Mattòli, 1943
- Le modelle di via Margutta, regia di Giuseppe Maria Scotese, 1946
- Il mondo vuole così, regia di Giorgio Bianchi, 1946
- Gli uomini, che mascalzoni!, regia di Glauco Pellegrini, 1953